# Чукарска река
Чукарска река (или Чакърлийска река, Чакърлийка) е река в Югоизточна България, област Бургас – общини Айтос, Карнобат, Камено и Бургас, вливаща се в западната част на Бургаското езеро. Дължината ѝ е 37 km.
Чукарска река води началото си от северния склон на връх Шумнатото кале (376 m) във възвишението Хисар, от 325 m н.в., на 1 km западно от с. Чукарка, община Айтос. Протича в югоизточна посока през Бургаската низина в широка и плитка долина, заета от обработваеми земи. Влива се в най-западния ъгъл на Бургаското езеро, на 1 m н.в., на 3 km югозападно от квартал „Долно Езерово" на град Бургас.
Площта на водосборния басейн на Чукарска река е 129 km2.
Чукарска река има два основни притока – Селската река (десен) и Сънърдере (ляв).
Реката е с максимален отток през февруари и март, а минимален – август и септември.
По течението на реката са разположени 3 села:
- Община Айтос – Чукарка;
- Община Камено – Вратица;
- Община Бургас – Равнец.

Водите на реката се използват главно за напояване, като южно от село Вратица е изграден големият язовир „Трояново".

## Топографска карта
- Лист от карта K-35-55. Мащаб: 1 : 100 000.